# Lake Manyara Nationalpark
Lake Manyara Nationalpark ligger i det  nordlige  Tanzania nær en lille by, Mto wa Mbu cirka 120 km. vest for Arusha.
Parken har et areal på 320 km² hvoraf de  220 km² er Manyarasjøen. Søen ligger i nationalparkens østlige del, den vestlige grænse  dannes af Gregory Rifts  høje bjergtoppe . I den sydlige del findes der varme kilder som på swahili kaldes Maji Moto.
I parken lever de almindeligste afrikanske vilddyr som elefanter, zebraer, flodheste, løver og afrikansk bøffel .
Parken er kendt for løver som klatrer i træerne.
For besøgende i parken er der tre campingpladser, et hotel og flere rastepladser.

## Eksterne kilder og henvisninger
- Wikimedia Commons har flere filer relateret til Lake Manyara Nationalpark
- Lake Manyara nationalpark

3°30′S 35°50′Ø / 3.500°S 35.833°Ø